# Kylian Jaminet
Pour les articles homonymes, voir Jaminet.
Pas d'image ? Cliquez ici

a Compétitions nationales et continentales officielles uniquement.

Dernière mise à jour le 25 août 2024.
Kylian Jaminet, né le 28 décembre 1994 à Hyères (Var), est un joueur français de rugby à XV. Il évolue au poste d'arrière au Biarritz olympique.
Ses frères cadets, Melvyn Jaminet et Dylan Jaminet, sont également des joueurs professionnels de rugby à XV.

## Biographie
Kylian Jaminet débute la pratique du rugby à XV à Solliès-Pont puis rejoint le RC Toulon à l'âge de sept ans. En mars 2016, il est présent sur une feuille de match contre le Racing 92 mais n'entre pas en jeu. 
En 2016, il s'engage au Castres olympique où il fait ses débuts en équipe première en septembre 2017. Il participe à la conquête du titre de champion de France du CO en 2018 mais est peu utilisé et prêté pour un an à Colomiers Rugby en Pro D2 afin de gagner du temps de jeu la saison suivante.
En 2019, il est recruté par l'USON Nevers pour trois saisons et s'impose comme l'un des joueurs majeurs de l'équipe,. Il prolonge son contrat de deux années supplémentaires en 2022.
Après cinq ans dans la Nièvre et plus de cent matchs joués, il s'engage au Biarritz olympique pour deux saisons.